# Just Mercy
Just Mercy es una película de drama biográfico estadounidense de 2020, dirigida por Destin Daniel Cretton, basada en las memorias del abogado y activista Bryan Stevenson y protagonizada por Michael B. Jordan en el papel de Stevenson.

## Sinopsis
El joven abogado Bryan Stevenson toma el caso de Walter McMillian, un hombre encarcelado por asesinato, a pesar de tener pruebas para demostrar lo contrario.

## Reparto
- Michael B. Jordan como Bryan Stevenson.
- Jamie Foxx como Walter McMillian.
- Brie Larson como Eva Ansley.
- Rafe Spall como Tommy Chapman.
- Rob Morgan como Herbert Richardson.
- Tim Blake Nelson como Ralph Myers.
- O'Shea Jackson Jr. como Anthony Ray Hinton.
- Lindsay Ayliffe como el juez Foster.
- CJ LeBlanc como John McMillian.
- Ron Clinton Smith como Woodrow Ikner.
- Dominic Bogart como Doug Ansley.
- Hayes Mercure como Jeremy.
- Karan Kendrick como Minnie McMillian.
- Drew Scheid como Linus.

## Producción
El desarrollo de la película comenzó en 2015 cuando Broad Green Productions contrató a Destin Daniel Cretton para dirigir la cinta, con Michael B. Jordan como protagonista. En diciembre de 2017, Warner Bros. adquirió los derechos de distribución de la película, luego de que Broad Green Productions entrara en quiebra. En julio de 2018, Jamie Foxx se unió al elenco de la película. En agosto de 2018, Brie Larson, O'Shea Jackson Jr. y Tim Blake Nelson se sumaron al reparto, y el rodaje comenzó en Montgomery, Alabama, el 30 de agosto del mismo año. En octubre de 2018, Dominic Bogart, Hayes Mercure y Karan Kendrick se integraron a la película.

## Estreno
Warner Bros. estrenó Just Mercy en cines el 25 de diciembre de 2019 de manera limitada, antes de expandirla el 17 de enero de 2020.